# Zemax
ZEMAX是一种广泛使用的光学设计 软件，由美国华盛顿州贝尔维尤市的Zemax软件开发公司研制发售。它可以用来设计和分析光学系统。 Zemax 可以执行标准序列光学元件光线追踪，非连续光学元件杂散光追踪，以及物理光学光束传播。
ZEMAX软件用于光学系统设计，如照相机镜头和照明系统的分析。它可以模拟射线通过光学元件，如镜头（包括非球面和梯度折射率透镜）、反射镜、衍射光学元件等的传播。ZEMAX也可以模拟元件表面光学薄膜的效果，并能产生各种标准分析图表。它包含丰富的镜头库。物理光学传输功能，可用于必须考虑衍射的问题，如激光光束传播，全息，以及单模光纤光耦合。ZEMAX具有强大的优化工具套件，可用于镜头自动优化调整参数以便最大限度的提高性能减小像差，并有丰富的公差性能。
ZEMAX最初由Ken Moore于1988年编写。 第一版以他的狗的名字Max命名。当他开始发售这个软件时，因商标冲突被迫临时改名为ZEMAX，直到他可以"找到一个'好名字'"，最终不了了之。ZEMAX就保留了下来。
ZEMAX公司於2011年與Radiant Imaging合併，新公司改名為Radiant Zemax, LLC。
2014年10月24日，光和色检测集成系统供应商Radiant Zemax宣布其Zemax光学设计软件业务出售给Arlington Capital Partners。公司的前Zemax副总裁，Mark Nicholson被任命为Zemax的CEO。
2021年8月30日宣布, 同年10月, 正式受Ansys, Inc.收購, 成為Ansys 光學產品家族繼SPEOS與Lumerical之後的一員。

## 扩展阅读
- Zemax Knowledgebase （页面存档备份，存于）
- Zemax 網路研討會 （页面存档备份，存于）
- Zemax Chinese Forums （页面存档备份，存于）
- 光学工程